# E.P. Evers
Pour les articles homonymes, voir Evers.
E.P. Evers (de son vrai nom Ernest Evers) est un acteur et scénariste américain né le 11 septembre 1874 à Villa Ridge (Illinois) et décédé le 22 juillet 1945 à Los Angeles (Californie).

## Filmographie

### Comme acteur
- 1914 : The Jungle
- 1914 : Her Own Home
- 1914 : A Game of Wits
- 1915 : The Victim
- 1915 : The Tiger Slayer
- 1915 : The Girl of the Dance Hall
- 1915 : Graft
- 1916 : Drugged Waters de William C. Dowlan
- 1916 : In the Lap of the Gods
- 1916 : The Wrath of Cactus Moore
- 1916 : A Price on His Head
- 1916 : The Moving Finger
- 1916 : The Cry of Conscience
- 1917 : The Girl Reporter's Scoop
- 1917 : A Midnight Mystery

### Comme scénariste
- 1917 : The Girl Reporter's Scoop